# Sơn Động
Sơn Động là một xã thuộc tỉnh Bắc Ninh, Việt Nam.

## Địa lý
Xã Sơn Động có vị trí địa lý:
- Phía đông giáp xã An Lạc
- Phía tây giáp xã Yên Định
- Phía nam giáp các xã Tuấn Đạo và Dương Hưu
- Phía bắc giáp các xã Vân Sơn và Đại Sơn.

Xã Sơn Động có diện tích 78,72 km², dân số 24.394 người, mật độ dân số đạt 309 người/km².

## Lịch sử
Trước đây, An Châu là một xã thuộc huyện Sơn Động.
Ngày 11 tháng 12 năm 1991, Ban Tổ chức Chính phủ ban hành Quyết định 642-TCCP. Theo đó, thành lập thị trấn An Châu, thị trấn huyện lỵ huyện Sơn Động trên cơ sở 50,89 ha diện tích tự nhiên và 1.596 người của xã An Châu, 103 ha diện tích tự nhiên và 1.982 người của xã An Lập.
Sau khi thành lập, thị trấn An Châu có 153,89 ha diện tích tự nhiên và 3.578 người. Xã An Châu còn lại 1.910,9 ha diện tích tự nhiên và 2.634 người.
Ngày 21 tháng 11 năm 2019, Ủy ban Thường vụ Quốc hội ban hành Nghị quyết số 813/NQ-UBTVQH14 về việc sắp xếp các đơn vị hành chính cấp xã thuộc tỉnh Bắc Giang (nghị quyết có hiệu lực từ ngày 1 tháng 1 năm 2020). Theo đó, sáp nhập toàn bộ 18,10 km² diện tích tự nhiên và 4.448 người của xã An Châu vào thị trấn An Châu.
Sau khi sáp nhập, thị trấn An Châu có diện tích 20,22 km², dân số là 9.416 người.
Ngày 16 tháng 6 năm 2025, Ủy ban Thường vụ Quốc hội ban hành Nghị quyết số 1658/NQ-UBTVQH15 của UBTVQH về việc sắp xếp các đơn vị hành chính cấp xã của tỉnh Bắc Ninh năm 2025. Theo đó, sắp xếp toàn bộ diện tích tự nhiên, quy mô dân số của thị trấn An Châu, xã An Bá và xã Vĩnh An thành xã mới có tên gọi là xã Sơn Động.

## Giao thông
Quốc lộ 31 và quốc lộ 279 chạy qua địa bàn xã.